# Хошанг Амини
это был меленатй который живёт в канаде и игрет в гта со своим другом артёмом на пару они убивали людей ((( 
1. ↑  Hoshang Amini (англ.) // Wikipedia. — 2025-08-20.